# IISHF Frauen-Inline-Skaterhockey-Europameisterschaft 2009
Die IISHF Frauen-Inline-Skaterhockey-Europameisterschaft 2009 fand vom 11. September – 13. September 2009 in Stegersbach, Österreich statt.

## Teilnehmer
| Dänemark | Deutschland | Österreich | Schweiz |

## Vorrunde
| 11. September 2009 08:30 Uhr | Dänemark    | 0:2 | Österreich  |
| 11. September 2009 9:20 Uhr  | Deutschland | 3:3 | Schweiz     |
| 11. September 2009 11:50 Uhr | Deutschland | 3:1 | Österreich  |
| 11. September 2009 12:40 Uhr | Dänemark    | 2:2 | Schweiz     |
| 11. September 2009 15:10 Uhr | Schweiz     | 7:0 | Österreich  |
| 11. September 2009 16:00 Uhr | Dänemark    | 0:3 | Deutschland |
| 12. September 2009 09:30 Uhr | Österreich  | 2:2 | Dänemark    |
| 12. September 2009 10:20 Uhr | Schweiz     | 1:3 | Deutschland |
| 12. September 2009 12:50 Uhr | Österreich  | 3:3 | Deutschland |
| 12. September 2009 13:40 Uhr | Schweiz     | 3:3 | Dänemark    |
| 12. September 2009 15:10 Uhr | Österreich  | 3:2 | Schweiz     |
| 12. September 2009 16:00 Uhr | Deutschland | 4:0 | Dänemark    |

| Pl. |             | Sp | S | U | N | Tore  | Punkte |
| --- | ----------- | -- | - | - | - | ----- | ------ |
| 1.  | Deutschland | 6  | 4 | 2 | 0 | 19:08 | 10     |
| 2.  | Österreich  | 6  | 2 | 2 | 2 | 11:17 | 06     |
| 3.  | Schweiz     | 6  | 1 | 3 | 2 | 18:14 | 05     |
| 4.  | Dänemark    | 6  | 0 | 3 | 3 | 07:16 | 03     |

## Finalrunde
Spiel um Platz 3
| 13. September 2009 11:00 Uhr | Schweiz | 3:4 | Dänemark |

Finale
| 13. September 2009 15:00 Uhr | Deutschland | 7:2 | Österreich |

## Abschlussplatzierungen
| RF | Team        |
| -- | ----------- |
| 1  | Deutschland |
| 2  | Österreich  |
| 3  | Dänemark    |
| 4  | Schweiz     |

## All-Star Team
| Feldspieler:     | Camilla Riis – Silvia Rossinelli – Kira Riepe – Stefanie Hellmann |
| Tor:             | Sandra Borschke                                                   |
| Fair-Play-Pokal: | Dänemark                                                          |

## Top-Scorer
Abkürzungen: Sp = Spiele, T = Tore, V = Assists, Pkt = Punkte, +/− = Plus/Minus, SM = Strafminuten; Fett: Turnierbestwert
| Spieler           | Mannschaft  | Pkt | T | V | SM |
| ----------------- | ----------- | --- | - | - | -- |
| Camilla Riis      | Dänemark    | 7   | 6 | 1 | 8  |
| Stefanie Hellmann | Deutschland | 6   | 5 | 1 | 2  |
| Victoria Hummel   | Österreich  | 6   | 5 | 1 | 4  |
| Silvia Rossinelli | Schweiz     | 6   | 4 | 2 | 8  |
| Lydia Dolecek     | Österreich  | 6   | 4 | 2 | 6  |